# Dachau
Dachau (in bavarese Dochau; pronuncia in italiano /daˈkau/, pronuncia tedesca /ˈdaxaʊ/) è una città tedesca di 47 680 abitanti situata nel Land della Baviera. È capoluogo dell'omonimo circondario. La città si trova a 20 km da Monaco di Baviera.
Il nome della città è legato al campo di concentramento nazista, aperto nel 1933 ed attivo sino al 1945.

## Geografia fisica
Dachau è situato a nordovest di Monaco di Baviera a 482 metri di altezza. Il paesaggio è caratterizzato dal territorio del Dachauer Moos, dal fiume Amper, dalla collina del castello e dalle colline a nord.

## Storia
La prima menzione documentata di Dachau si trova in un atto di donazione medievale (15 agosto 805) della nobile Erchana di Dahauua, della stirpe degli Ariboni, col quale regalava al vescovo Atto dell'arcidiocesi di Monaco e Frisinga le sue terre che si trovavano in Dachauua. Dachau si formò così tra un largo terreno paludoso a sud (Dachauer Moos, le paludi di Dachau) e un terreno collinoso coperto di boschi a nord. La sua posizione sulla via che collegava Monaco ad Augusta permise alla città di ottenere la concessione di avere un mercato per la prima volta nel 1270. La posizione territoriale la espose anche a guerre e periodi difficili, come quello durante la guerra dei trent'anni. Dalla metà del XIX secolo Dachau fu meta di artisti alla ricerca di motivi ispirati dalla natura, come i pittori paesaggistici che scoprirono l'interessante scenario paludoso di Dachau, e molti vi si stabilirono dando vita alla colonia di artisti di Dachau. Insieme a Worpswede diventò una delle più importanti colonie di pittori della Germania. La decadenza cittadina cominciò con la prima guerra mondiale. La città si impoverì e poco tempo dopo fu uno dei comuni con il tasso di disoccupazione più alto della Germania. Nel 1933 nella sua immediata periferia iniziò la costruzione del campo di concentramento di Dachau, il primo di tutta la Germania, che fece diventare la città, dopo la fine della seconda guerra mondiale  uno dei simboli del terrore del regime nazionalsocialista.
Nel 2005 ha festeggiato il suo 1200º anniversario.

## Simboli
Lo stemma di Dachau è legato alla storia del Casato di Wittelsbach di Monaco.
- Lo sperone d'argento risale probabilmente allo stemma di Hans Marschalck che fu nel 1371 il custode del castello di Dachau.
- Il leone faceva parte dello stemma dei conti di Dachau.
- Il serpente faceva parte dello stemma dei Visconti di Milano.

## Monumenti e luoghi d'interesse

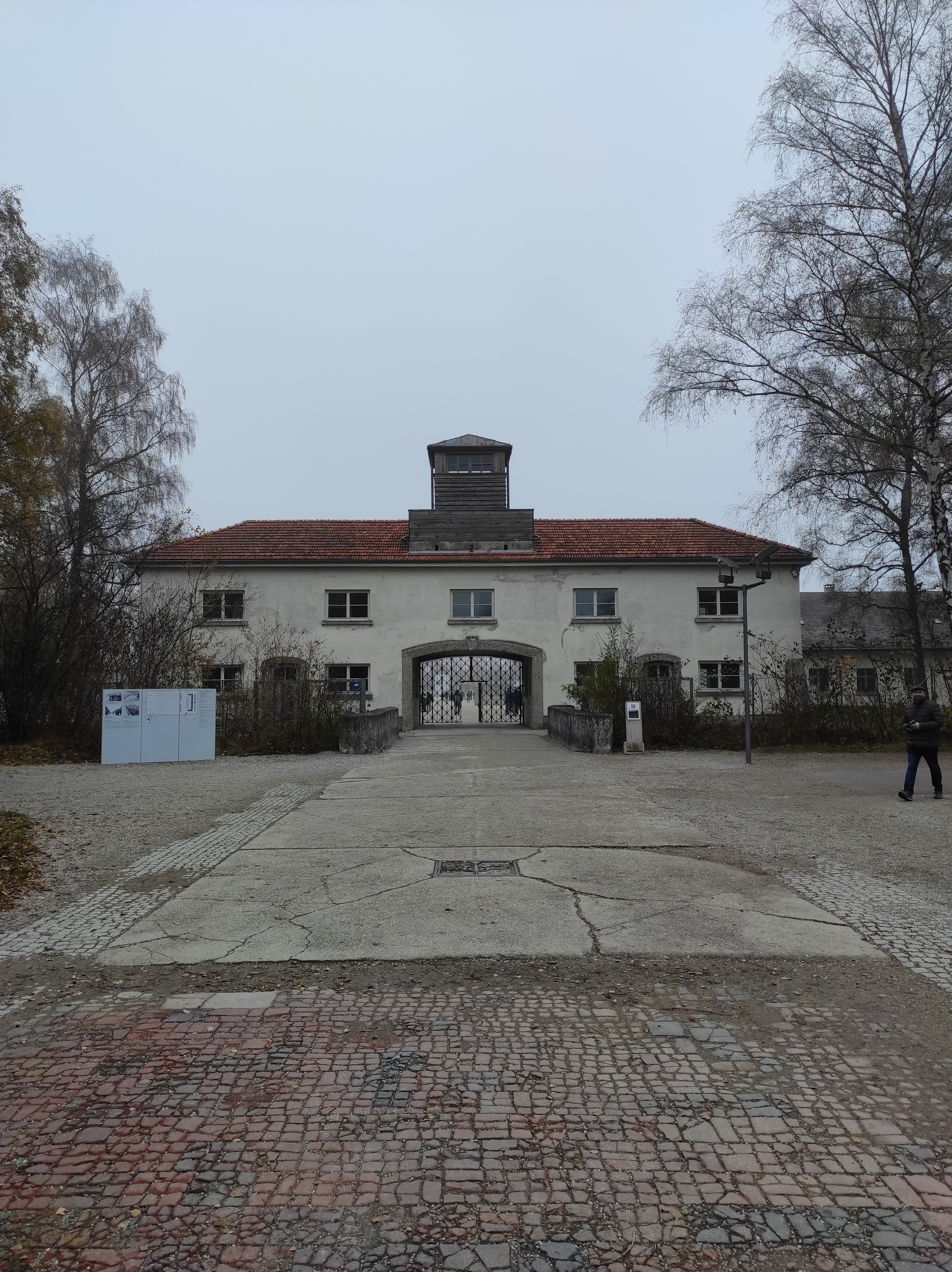
Ingresso del campo di concentramento di Dachau

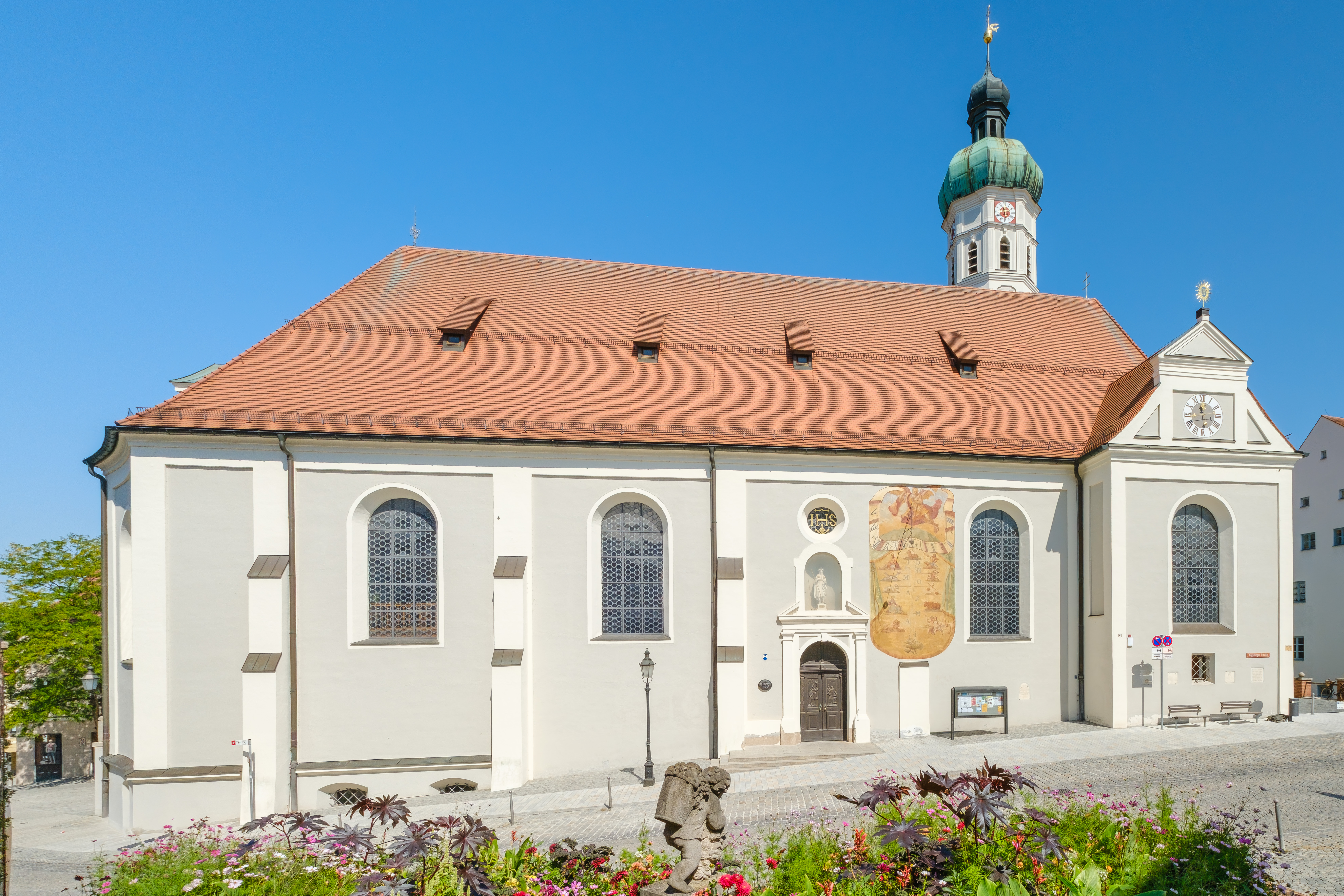
Chiesa di San Giacomo

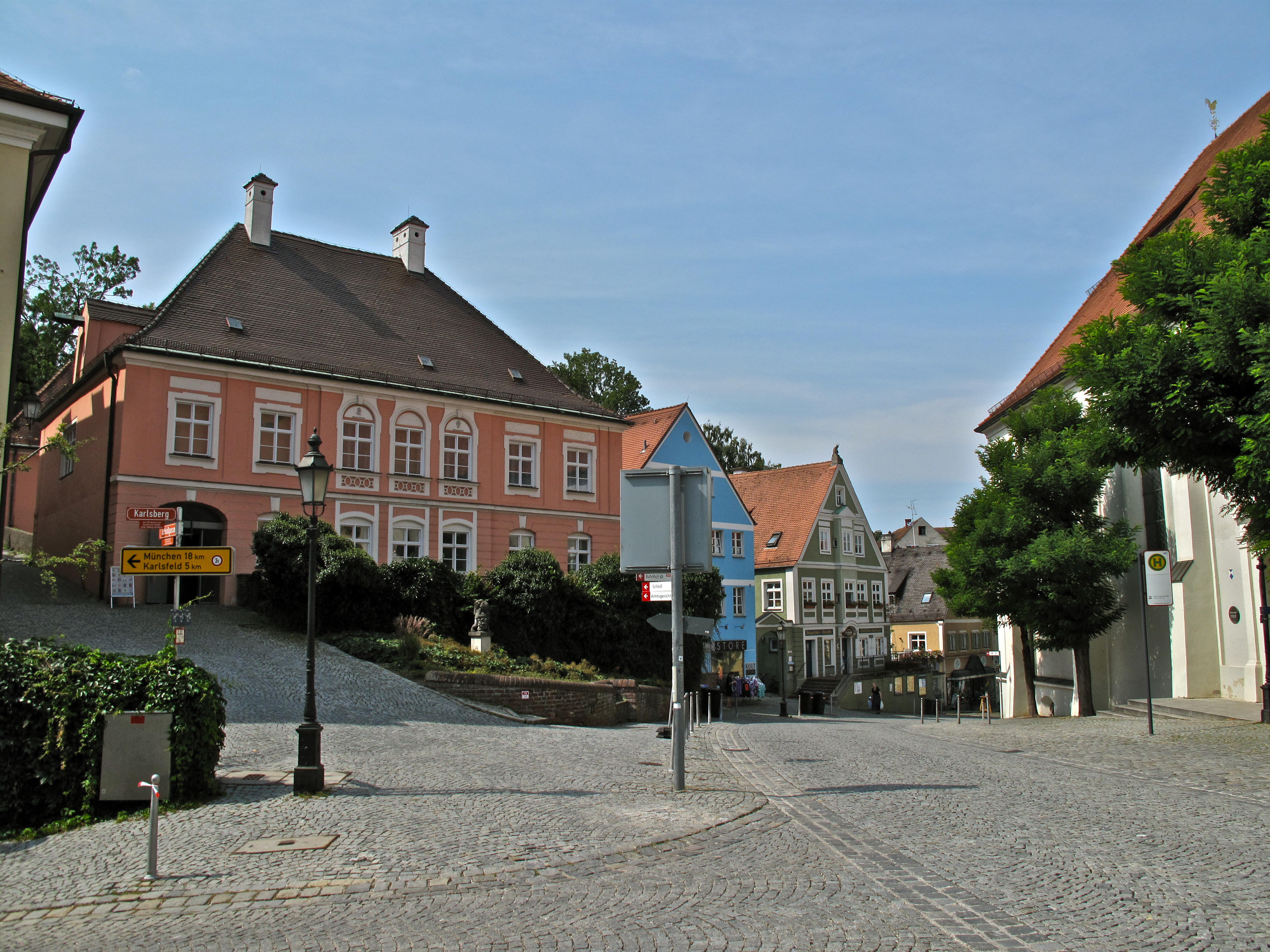
Centro cittadino col museo regionale di Dachau e gli edifici in Konrad Adenauer Straße

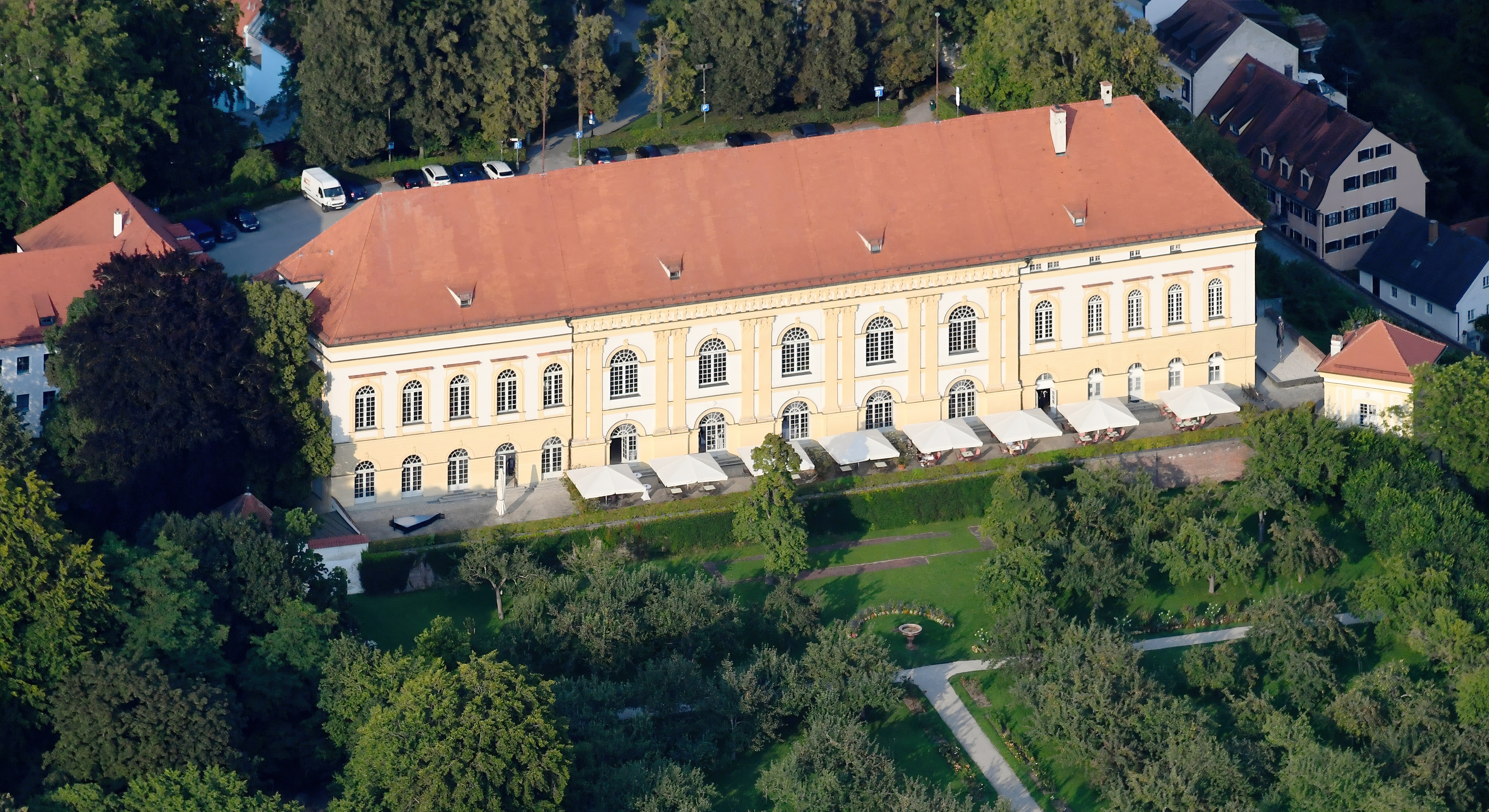
Castello di Dachau

### Architetture religiose
- Chiesa di San Giacomo, principale chiesa parrocchiale cittadina.[5]
- Chiesa di San Lorenzo.
- Chiesa di Santo Stefano
- Chiesa di San Nicola
- Chiesa della santa croce
- Chiesa della pace
- Chiesa della grazia

### Architetture civili
- Castello di Dachau.[5]
- Museo regionale di Dachau.[5]
- Pinacoteca
- Dachauer Wasserturm
- Nuova Galleria
- Municipio

### Architetture militari
- Campo di concentramento di Dachau.[5]

### Altro
- Dachauer Moos, un'area naturale anticamente paludosa che tocca anche il territorio di Karlsfeld e altri comuni vicini.[5]

## Società

### Tradizioni e folclore

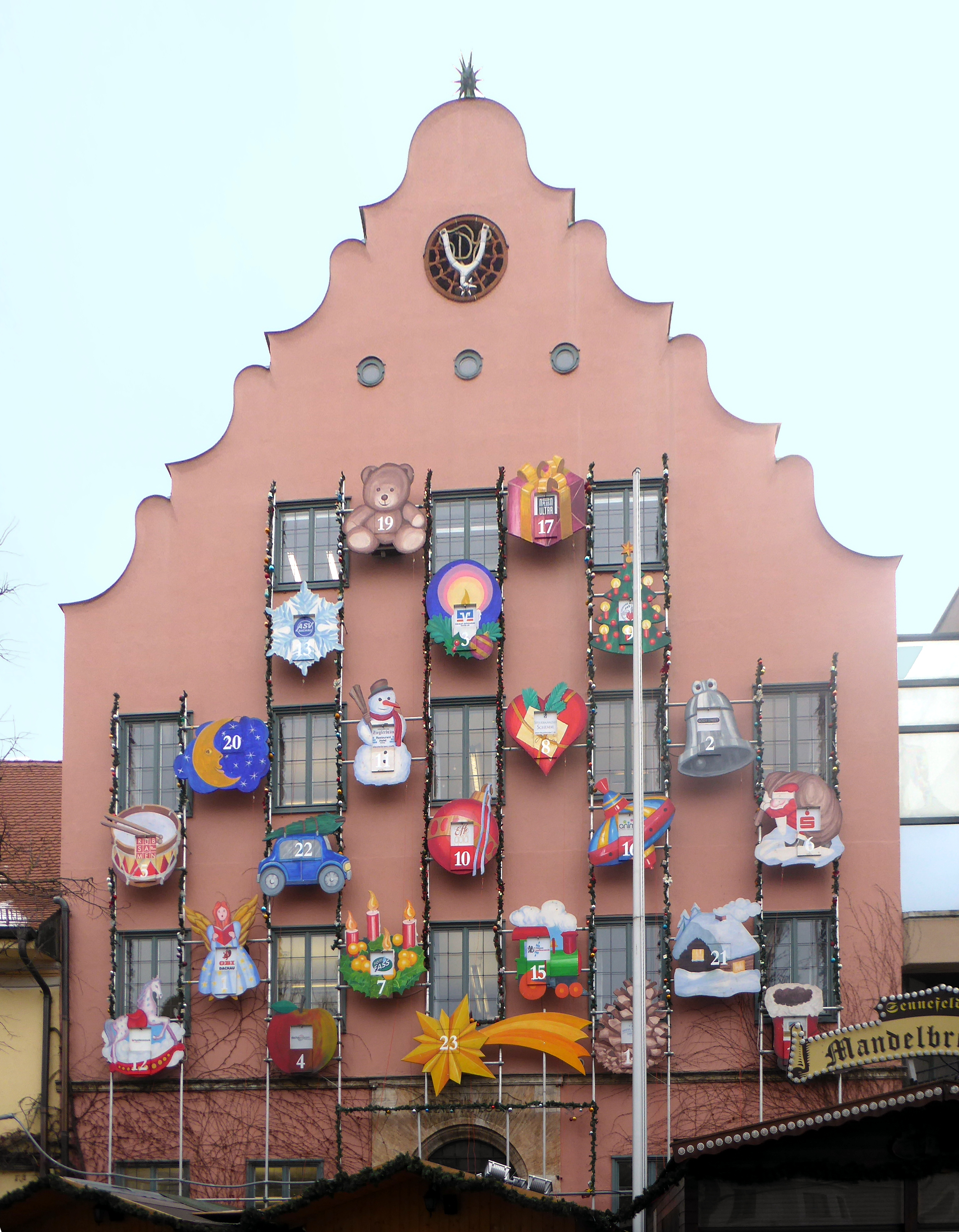
Calendario dell'avvento allestito tradizionalmente sulla facciata del municipio nel mese di dicembre

- Dachauer Volksfest. Festa popolare cittadina più importante celebrata ogni anno nella seconda settimana di agosto. Durante la festa nel centro storico si svolge la prestigiosa gara ciclistica Bergkriterium.[7]
- Dachauer Musiksommer. Estate musicale che richiama un vasto pubblico proveniente da varie zone della Germania e che vede la partecipazione di molti artisti di fama internazionale.[8]
- Dachauer Christkindlmarkt. Tradizionale mercatino natalizio nel piazzale antistante il municipio, nella parte alta della città. Una sua attrazione è il calendario dell'avvento, che come vuole la tradizione ha 24 caselle che vengono aperte ogni giorno fino alla vigilia di natale.[9]

### Istituzioni, enti e associazioni
In città è presente un importante centro ospedaliero. Inoltre, nelle sue vicinanze, dal 1965 è aperto il memoriale del campo di concentramento di Dachau, gestito dalla Fondazione bavarese dei memoriali.

## Cultura

### Istruzione
A Dachau ci sono scuole statali e scuole private: 4 scuole elementari, 3 scuole medie inferiori, una scuola Montessori, una scuola secondaria inferiore tecnico-commerciale, due licei e un istituto professionale.

### Cinema
La città di Dachau viene utilizzata per riprese cinematografiche già dai tempi del muto. Vi fu girato anche Monna Vanna, un kolossal del 1922 diretto da Richard Eichberg. Sia l'ospedale sia il centro storico sono spesso teatro di riprese. Dall'agosto 2007 vi è ambientata una famosa serie televisiva con il nome Dahoam is Dahoam.

## Geografia antropica
La città si divide in 3 zone:
- Centro storico; comprendente il centro storico, Mittendorf, Udlding, Etzenhausen, Unterer Markt, Webling.
- Dachau est; Oberaugustenfeld, Unteraugustenfeld, Polln, Obergrashof, alcune parti di Prittlbach
- Dachau sud; Himmelrich, Holzgarten, alcune parti di Gröbenried.

Dal 1972 fanno parte della città anche: Pellheim, Pullhausen, Assenhausen, Lohfeld e Viehhausen.

## Economia e commercio
L'industria cartaria e la produzione di mattoni furono negli anni passati i due pilastri dell'economia di Dachau. La cartiera è stata chiusa il 1º luglio 2007.
Le più grosse aziende sono le officine MAN SE e MTU Friedrichshafen, oltre ad Autoliv e all'ospedale Amperklinik.
Dal 1990 nei pressi di Dachau est è sorta una zona industriale (Schwarzer Graben) nella quale si trovano numerosi grossi centri commerciali che hanno spostato gli interessi economici-commerciali dal centro storico alla periferia.

## Trasporti e mobilità

### Rete stradale
Dachau è collegata a Monaco dalla strada statale B304, a Fürstenfeldbruck dalla strada statale B471 e all'aeroporto di Monaco dall'autostrada A92. Inoltre Dachau non è lontana dalle autostrade A8 (Monaco-Stoccarda) e A99 (Monaco-raccordo autostradale).

### Rete ferroviaria
La stazione cittadina è servita dalla ferrovia Ingolstadt-Treuchtlingen e dalla S-Bahn di Monaco di Baviera, quindi è collegata ai principali centri bavaresi e dell'intera Germania. I collegamenti più importanti sono quelli per Monaco di Baviera, Altomünster, Ingolstadt, Norimberga e Treuchtlingen.

### Mezzi pubblici
Per spostarsi a Dachau sono a disposizione 5 linee di autobus:
- la linea 719 che collega la stazione al centro storico,
- la linea 720 che collega la stazione alla piscina coperta e all'ospedale, passando dal centro storico e dal quartiere di Dachau est,
- la linea 722 che collega la stazione al quartiere di Dachau est,
- la linea 724 che collega la stazione alla zona industriale di Dachau est e al quartiere di Dachau sud,
- la linea 726 che collega la stazione al campo di concentramento.

## Sport

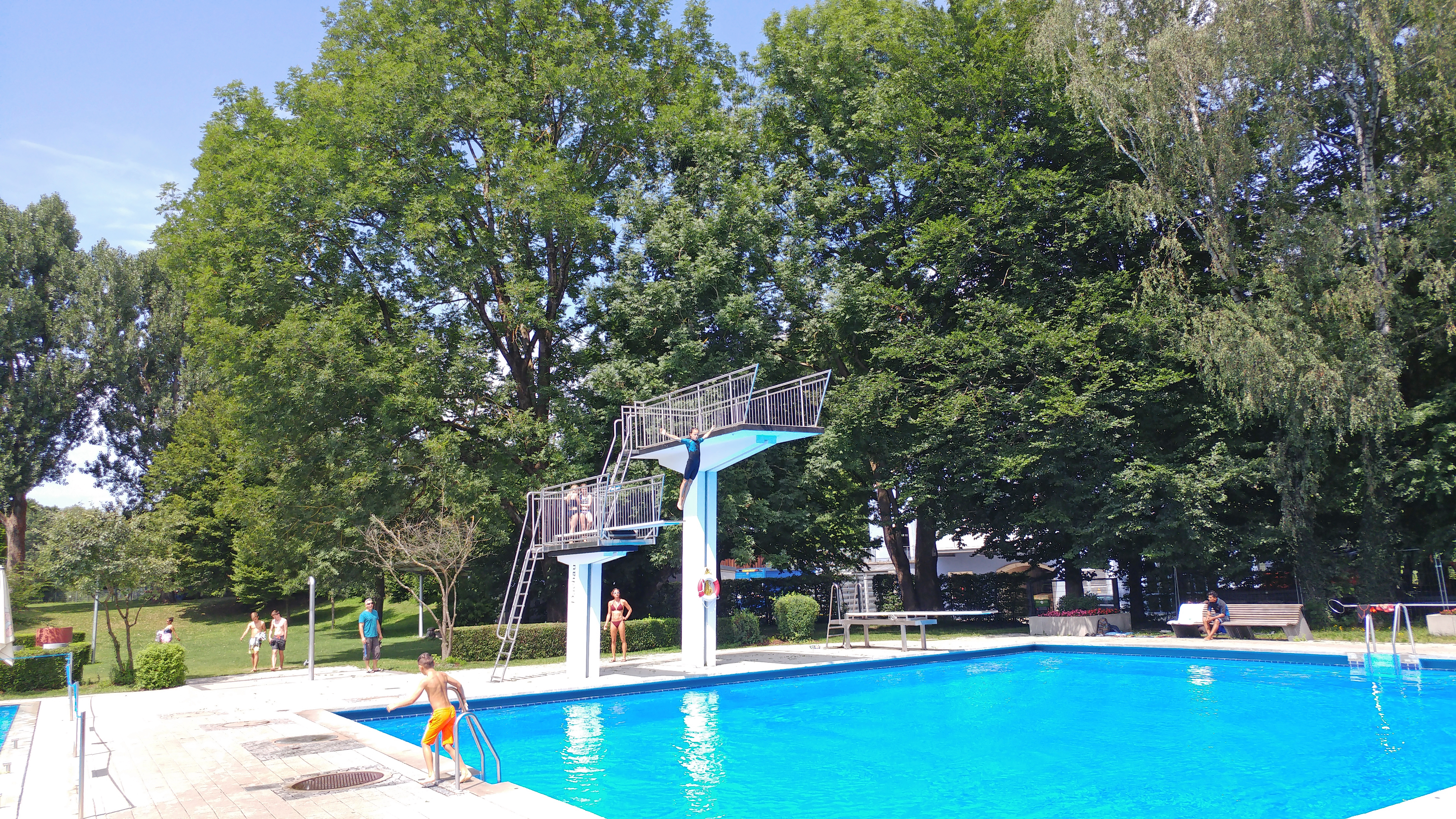
Piscina con trampolino per i tuffi

- ASV Dachau, più volte campione tedesco nella Bundesliga
- ESV Dachau Woodpeckers
- Aassociazione di biliardo BSV, che è stata campione nazionale di biliardo nel 2005 e nel 2006.
- TSV 1865, Tennis Club Dachau 1950 e.V, Tennisfreunde Dachau e.V.
- Golf Club Dachau è stato fondato nel 1965 ed è quindi uno dei golf club più antichi della Baviera.

### Impianti sportivi
- Stadio
- Piscina coperta e piscina scoperta
- Pista di pattinaggio su ghiaccio, nel periodo invernale, per hockey su ghiaccio e curling

## Amministrazione

### Gemellaggi
La città di Dachau è membro attivo dell'Euroart, un'associazione che raggruppa le colonie artistiche presenti in Europa.
- Fondi
- Bolzano
- Klagenfurt am Wörthersee